# Tres Cruces
Tres Cruces je horský masiv vulkanického původu v Andách. Leží ve střední části chilsko-argentinských And, na chilsko-argentinské státní hranici,
přibližně 20 kilometrů východně od hory Ojos del Salado. Západně od horského masivu se nachází chilský národní park Nevado Tres Cruces.
Tres Cruces je šestá nejvyšší hora Ameriky.

## Charakteristika
Tres Cruces má dva hlavní vrcholy - jižní Tres Cruces Sur (6 748 m) a centrální Tres Cruces Centro (6 629 m) a jeden vedlejší Tres Cruces Norte (6 206 m). Na svazích hory se nachází řada sopečných dómů a kráterů. Vulkán byl aktivní v období před 1,5  miliónů lety. Poslední erupce nastala pravděpodobně před 28 000 lety.